# 김기일
김기일(1940년 ~ 2003년 8월 8일)은 대한민국의 배우이다. 1965년 성우로 데뷔 해서 활동을 시작했고, 1969년 MBC TV 개국과 함께 특채 탤런트로 데뷔, 활동했다. 2003년 아침에 운동을 하다 심근 경색으로 인해 향년 63세를 일기로 사망하였다.

## 학력
- 양정고등학교
- 동국대학교 연극영화과

## 드라마
- 1971년 MBC 드라마 《수사반장》
- 1980년 MBC 특집드라마 《의친왕》
- 1980년 MBC 전원드라마 《전원일기》
- 1981년 MBC 정치드라마 《제1공화국》- 김창룡/현준혁 역
- 1982년 MBC 주말연속극 《미련》
- 1982년 MBC 드라마 《포로들》
- 1983년 MBC 드라마 《3840 유격대》
- 1983년 MBC 드라마 《조선왕조 오백년:추동궁마마》
- 1984년 MBC 드라마 《조선왕조 오백년:설중매》- 홍달손 역
- 1984년 MBC 드라마 《조선총독부》
- 1984년 MBC 주말연속극 《사랑과 진실》- 황종필 역
- 1985년 MBC 드라마 《조선왕조 오백년:풍란》
- 1985년 MBC 드라마 《조선왕조 오백년:임진왜란》- 가등청정 역
- 1985년 MBC 주간드라마 《갯마을》 - 성환의 아버지 김노인 역
- 1987년 MBC 특집드라마 《우리들의 신부》
- 1987년 MBC 주말연속극 《사랑과 야망》- 미자 부 역
- 1987년 MBC 월화드라마 《최후의 증인》
- 1987년 MBC 월화드라마 《인생화보》
- 1988년 MBC 월화드라마 《조선왕조 오백년:인현왕후》- 목내선 역
- 1989년 MBC 월화드라마 《잠들지 않는 나무》
- 1989년 MBC 드라마 《제2공화국》- 이호 역
- 1989년 MBC 특집드라마 《테러리스트》
- 1990년 MBC 일요드라마 《조선왕조 500년:대원군》- 흥인군 역
- 1991년 MBC 토요드라마 《무동이네 집》
- 1991년 KBS2 월화드라마 《형》- 주인공 동훈의 머슴살이집 주인. 최용각 父 역
- 1994년 MBC 수목드라마 《야망》
- 1997년 MBC 일일연속극 《세번째 남자》[1]